# Ali Fehmi Dzabic
Ali Fehmi Dzabič (Mostar 1853-Istanbul 1918) fou un cap religiós musulmà d'Hercegovina, mufti de Mostar després del 1884 i cap del moviment autonomista dels musulmans.
Quan els austríacs van intentar controlar les organitzacions religioses musulmanes de Bòsnia i Hercegovina, els musulmans van iniciar un moviment per l'autonomia religiosa. Dzabic va ser la figura principal que va atiar el moviment, i es va pronunciar clarament al congrés musulmà de Sarajevo el 1893, on no obstant va quedar en minoria.
El 1899 el moviment va entrar en una fase més radical aliats als serbis, que demanaven també l'autonomia religiosa dels ortodoxos. Els austríacs van perseguir a Dzabic i el van destituir com a mufti el 1900; el moviment es va estendre a Bòsnia. Finalment els austríacs van demanar negociar però no es va arribar a cap acord. El 1902 Dzabic va viatjar a Istanbul i quan va provar de tornar li fou prohibida l'entrada. Va restar a Istanbul fins que va morir. El 1908 es va oposar a l'annexió de Bòsnia i Hercegovina a l'Imperi Austrohongarès.